# Suzuka Nakamoto
Suzuka Nakamoto (中元 すず香?, Nakamoto Suzuka; Hiroshima, 20 dicembre 1997) è un'idol giapponese, cantante e frontwoman del gruppo musicale Babymetal. È rappresentata dall'agenzia Amuse.
Ha iniziato la carriera con le Karen Girl's nel 2008, per poi entrare a far parte delle Sakura Gakuin, tramite cui ha preso parte al progetto Babymetal.

## Biografia

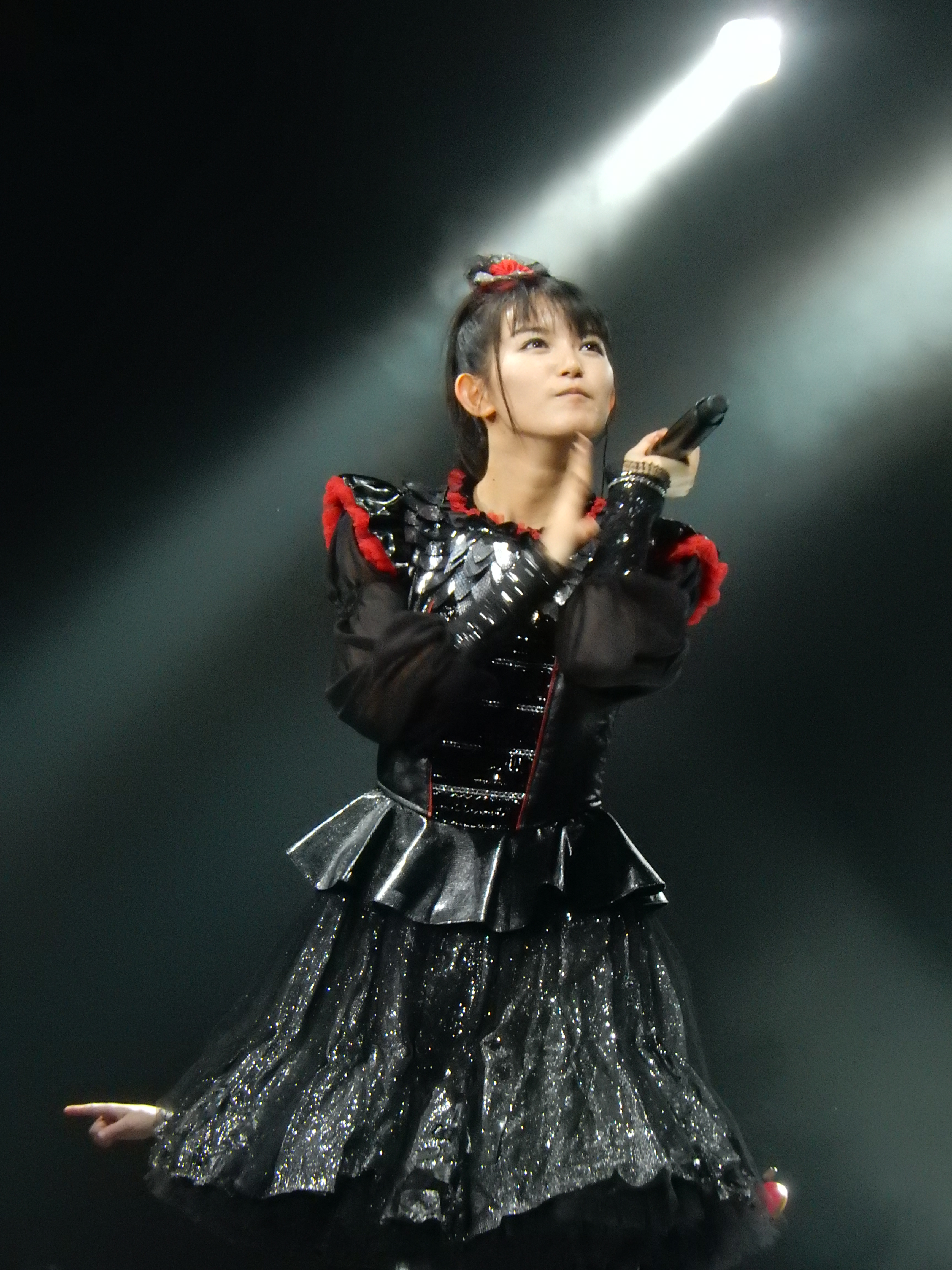
Suzuka Nakamoto durante un'esibizione nel 2016

Suzuka Nakamoto è nata il 20 dicembre 1997 nella prefettura di Hiroshima. Ha studiato presso l'Actor's School Hiroshima (ASH) assieme alla sorella Himeka (membro delle Nogizaka46), mentre nel 2007 ha firmato un contratto con l'agenzia di talenti Amuse, Inc., dopo essersi classificata seconda a un concorso per giovani talenti tenuto dalla compagnia.
Nel 2008 l'agenzia ha formato il gruppo Karen Girl's, e Nakamoto è stata scelta per farne parte, insieme a Ayami Mutō e Yuika Shima. Col gruppo ha pubblicato due singoli e un album, cantando diversi brani utilizzati per la colonna sonora dell'anime Zettai karen children. Nel 2009, con la fine della serie televisiva, anche il gruppo è stato sciolto.
Nel 2010 è diventata uno dei membri delle Sakura Gakuin, altro gruppo idol creato dalla Amuse, tramite cui ha preso parte al progetto Babymetal insieme a Yui Mizuno e Moa Kikuchi. Nella primavera del 2013 Nakamoto ha ottenuto il diploma di scuola media inferiore, lasciando di conseguenza le Sakura Gakuin, in quanto la politica del gruppo prevede che vi facciano parte esclusivamente componenti che frequentino le scuole elementari o le medie. Il suo ultimo concerto con il gruppo si è tenuto il 31 marzo al Tokyo International Forum. Con il gruppo ha pubblicato cinque singoli e tre album.
Nonostante non facesse più parte delle Sakura Gakuin, la produzione le ha permesso di portare avanti il progetto delle Babymetal, e così la ragazza ha continuato la carriera nel gruppo con lo pseudonimo di Su-metal. Con le Babymetal ha pubblicato quattro album in studio e uno dal vivo.
Nel 2024 ha vinto il titolo di Femal Metal Singer 2024 istituito dal Metal Awards 2024.

## Discografia

### Con le Karen Girl's

#### Album
- 2009 - Fly to the Future

#### Singoli
- 2008 - Over the Future
- 2008 - My Wings

### Con le Sakura Gakuin

#### Album
- 2011 - Sakura Gakuin 2010nendo: Message
- 2012 - Sakura Gakuin 2011nendo: Friends
- 2013 - Sakura Gakuin 2012nendo: My Generation

#### Singoli
- 2010 - Yume ni mukatte/Hello! Ivy
- 2011 - Verishuvi
- 2012 - Tabidachi no hi ni
- 2012 - Wonderful Journey
- 2013 - My Graduation Toss

### Con le Babymetal

#### Album
- 2014 - Babymetal
- 2015 - Live at Budokan: Red Night
- 2016 - Metal Resistance
- 2019 - Metal Galaxy
- 2023 - The Other One

#### Singoli
- 2011 - Dokidoki morning
- 2012 - Babymetal × Kiba of Akiba
- 2012 - Headbanger!!
- 2013 - Ijime, dame, zettai
- 2013 - Megitsune
- 2015 - Road of Resistance
- 2016 - Karate

## Pubblicazioni

### Photobook
- (JA) Sakura Gakuin Nakamoto Suzuka 2013-nen 3-gatsu sotsugyō, Kindaieigasha, 2013, ISBN 978-4764823730.[15]